# Burning Down the Bayit
Burning Down the Bayit (titulado Fuego en la farmacia en Hispanoamérica y Quemando la casa en España) es el decimoquinto episodio de la décima temporada de la comedia animada Padre de familia. El episodio salió al aire originalmente por Fox en los Estados Unidos el 4 de marzo de 2012. Abrumado por problemas financieros, Mort pide a Peter y Quagmire que le ayudara a salvar a su farmacia. Sin embargo, las cosas toman un giro peor cuando el trío decide quemarla para cobrar el dinero del seguro.
El título del episodio es una referencia a la canción "Burning Down the House", con "House" sustituida por la palabra hebrea bait (בית).
Este episodio fue escrito por Chris Sheridan y dirigido por Jerry Langford. Scott Bakula apareció como estrella invitada como sí mismo en un corte de acción real.

## Argumento
Después de que Peter encajara un pedazo de hueso de bistec de Brian en el cráneo de Quagmire, se detienen en la farmacia de Mort para obtener algunos antibióticos. Allí se enteran de que Mort se siente abrumado por problemas financieros ya que Muriel murió cuando ella era capaz de engañar a los clientes con éxito. Ellos tratan de ayudar, primero, al sugerir que hacer una promoción de "compre uno y llévese otro gratis" (donde, en los estereotipos típicos del pueblo judío, Mort no entiende las palabras "y llévese otro gratis"), Entonces prueban con un anuncio publicitario volador, pero eso empeora las cosas y acaba matando a un autobús lleno de adolescentes cuando se rompe el cartel de Quagmire y cae en el autobús.Desesperado, Mort cuenta cómo el negocio de su primo se quemó y lo dejó con riqueza debido al seguro. Peter y Quagmire tienen recuerdos de cómo las compañías de seguros les han jodido. Quagmire tiene algunas reservas pero están de acuerdo en el argumento y queman la farmacia, teniendo la oportunidad de hacerlo, mientras que Joe está fuera en un concierto de la imitadora parapléjica de Cher.
Después de cobrar con éxito, Quagmire continúa preocupando y Joe parece merodear más de lo que esperan para descubrir la verdadera razón detrás del fuego, que es su manera de ayudar a Mort. Cuando Joe comienza a descubrir que las cosas no están sumando al fuego, los chicos intentan distraerlo. Quagmire está a punto de agrietarse en la almeja borracha, Joe llega después de encontrar un correo de voz de Peter hablando del crimen después de que accidentalmente marca a Joe con su teléfono en el bolsillo y coloca al grupo bajo arresto. Mort amenaza con correr, pero se niega después de ver a su antiguo profesor de gimnasia que lo ha estado acechando desde la escuela secundaria dispuesto a reírse de él. En la estación, Joe interroga a los chicos con diversos grados de éxito, entonces se preguntan si él nunca se había jodido por una compañía de seguros. Joe recuerda que después de su accidente paralizante, la compañía de seguros se negó a pagar por un procedimiento que le habría salvado las piernas, sino que pagaron la silla de ruedas en la que Joe está sentado. Mientras que Joe todavía siente que los chicos cometieron un crimen, él borra las pruebas y libera a los chicos. Después de que Peter concluye las cosas con su familia, se dirige al sótano con su otra familia (que es igual a su familia, solo con el hecho de que tienen aspecto "salvaje") y les pregunta si aprendieron la lección de comer antílope crudo, la escena termina con Stewie salvaje comiéndose un antílope muerto.

## Recepción
El episodio recibió críticas mixtas. Kevin McFarland en la A.V. Club le dio una calificación de C.
The Tv Critic le dio una calificación de 38/100.
En el Reino Unido, el episodio fue transmitido el 19 de agosto de 2012 y fue seguido por Killer Queen. El episodio fue visto por 1,15 millones de espectadores.